# Mixophyes hihihorlo
Mixophyes hihihorlo é uma espécie de anfíbio da família Limnodynastidae.
É endémica da Papua-Nova Guiné.
Os seus habitats naturais são: regiões subtropicais ou tropicais húmidas de alta altitude.